# ОШ „Милица Павловић” Чачак
Основна школа Милица Павловић Чачак је модерна просветна установа. Пружа савремено и квалитетно образовање ученицима захваљујући стручном кадру, доброј опремљености простором и наставним средствима. Многобројне ваннаставне активности утичу на пријатнији боравак у школи. Ученици су заинтересовани за додатни рад и постижу одличне резултате на највишим нивоима такмичења.

## Оснивање школе
ОШ Милица Павловић, у време 1937-1945. година, Државна народна школа Војводе Степе у Чачку почела је са радом 5. септембра 1937. године са укупно 367 ученика. Покровитељ свечаности освећења нове школе био је Његово Величанство Краљ Петар II Карађорђевић. Свечано је отворена 17. октобра 1937. 
Бројне званице и високи гости стигли су тих дана у град Чачак, међу њима и министар просвете Краљевине Југославије Димитрије Магарашевић. У холу школске зграде у приземљу откривена је спомен-плоча. У циљу испуњења услова које је дао Одбор за подизање споменика Војводи Степи Степановић, Градско веће је 22. новембра 1936. донело одлуку да се на новој школи постави спомен плоча, на којој би био урезан текст да је школа подигнута за време владе Краља Петра II, намесника, председника владе и Градског већа.

## Име школе
Током Другог светског рата школа носи име Војвода Степа. Све до школске 1954. године школа Војвода Степа била је у саставу основне школе и није имала самосталност. Те године је постала осмогодишња. Почетак рада, сада самосталне Основне школе II школске 1954/55. године био је са 12 учитеља и 444 ученика. Назив Основна школа II остао је само два месеца јер је Народни одбор Општине Чачак већ 1. новембра 1954. донео решење о промени назива у Основна школа Јован Јовановић Змај. Годину дана касније Народни одбор доноси решење, да се и тај назив промени у Трећу осмогодишњу школу.
Трећа осмогодишња школа је школске 1955/56. године имала уписаних 663 ученика распоређених у 17 одељења, 1956/57. - 848 ученика у 23 одељења. Крајем школске 1958/59. из школе је изашла и прва генерација ученика осмих разреда. Али у тој школској години извршена је и нова промена назива школе. Народни одбор општине Чачак је 10. априла 1959. донео решење да Трећа осмогодишња школа добије назив Милица Павловић, који је остао до данашњих дана.

## Мисија школе
ОШ Милица Павловић Чачак је школа са традицијим и угледом, стручним и квалитетним кадром и пружа савремено и квалитетно образовање и васпитање ученика, стварање школске атмосфере и средине у којој су наставници и ученици мотивисани за учење и постизање високих резултата. 

## Јавна признања школе
Школа је добила многобројна признања током година рада.
- 1977, 1978, 1991.- Златна харфа, Златни и Сребрни зрак Црвеног крста Србије
- 6. октобар 1979. – Статуета Курир Јовица, награда Друштва за образовање и за друштвену бригу о деци
- 25. мај 1980. награда „25. мај“ за резултате од изузетне вредности у области васпитања и образовања у Републици Србији
- 18. децембар 1987. „Орден заслуга за народ са сребрним зрацима“, указ Председништва СФРЈ
- 1. октобар 1987. „Први октобар“, награда Скупштине општине Чачак
- 18. децембар 2012. „Децембарска награда“, награда града Чачка